# Sulfure de triphénylphosphine
Le sulfure de triphénylphosphine, ou TPPS, est un composé organophosphoré de formule SP(C6H5)3, souvent abrégée Ph3PS, où Ph représente un groupe phényle C6H5. Il se présente comme un solide incolore, soluble dans un grand nombre de solvants organiques. La molécule est semblable à celle de l'oxyde de triphénylphosphine OP(C6H5)3, avec une symétrie C3V.
Le sulfure de triphénylphosphine est utilisé pour convertir des époxydes en leur épisulfure correspondant :
Ph2C2H2O + Ph3PS → Ph2C2H2S + Ph3PO.
En chimie analytique, la triphénylphosphine P(C6H5)3 est utilisée pour l'analyse de certains types de composés soufrés. Le soufre pur (cyclooctasoufre S8), présent dans certains pétroles, ainsi que les composés organosulfurés labiles, cimme les trisulfures (en) organiques, réagissent avec la triphénylphosphine pour donner du sulfure de triphénylphosphine, qui peut être détectée par chromatographie en phase gazeuse,.